# Cariomothis fulvus
Cariomothis fulvus är en fjärilsart som beskrevs av Percy I. Lathy 1932. Cariomothis fulvus ingår i släktet Cariomothis och familjen Riodinidae. Inga underarter finns listade i Catalogue of Life.